# Rachel Cusk
Rachel Cusk (Canada, 8 februari 1967) is een Britse schrijver van romans en non-fictie.

## Biografie
Cusk bracht haar vroege jeugd door in Los Angeles. Ze heeft een zus en twee broers. In 1974 verhuisde ze naar Engeland, waar ze Engels studeerde in  Oxford aan het New College.
Cusk is getrouwd geweest met fotograaf Adrian Clarke. De echtscheiding, in 2011, was een belangrijk thema in de boeken van Cusk.
Cusk woont in Londen en Norfolk met haar man, kunstenaar Siemon Scamell-Katz, haar twee dochters uit haar eerste huwelijk en zijn zoon (haar stiefzoon).

## Carrière
In 1993 bracht Cusk haar eerste roman uit, Saving Agnes. Voor dit debuut ontving ze de Whitbread Book Award.
Haar autobiografische boeken over moederschap (A Life’s Work, 2001) en echtscheiding (Aftermath, 2012) riepen gemengde reacties op.
In haar trilogie Outline tracht Cusk een nieuwe schrijfstijl te ontwikkelen, waarin persoonlijke ervaringen worden verwoord, maar wordt afgeweken van narratieve conventies en subjectivisme. De roman Outline (het eerste boek van de trilogie) stond in 2015 in de Top 5 van de New York Times.
Cusk hield de Van der Leeuw-lezing 2019, op 22 november in de Martinikerk in Groningen.

## Prijzen
- 1993 Costa Book Award (voorheen Whitbread Book Awards) voor Saving Agnes[9]
- 1997 Somerset Maugham Award - The Country Life[10]
- 2024 De Goldsmiths Prize [11]

## Lees meer
- Hoofdstuk Suburban Worlds: Rachel Cusk and Jon McGregor in het boek The Cosmopolitan Novel door Berthold Schoene (2009, ISBN 9780748638154, Edinburgh University Press[12])

- Bibsys: 90952854
- Biblioteca Nacional de España: XX1054078
- Bibliothèque nationale de France: cb155245939 (data)
- Catàleg d'autoritats de noms i títols de Catalunya: 981058508550806706
- CiNii: DA12507950
- Digitale Bibliotheek voor de Nederlandse Letteren: cusk001
- Gemeinsame Normdatei: 120077973
- International Standard Name Identifier: 0000 0001 0861 8890
- Library of Congress Control Number: nr94028997
- Bibliotheek van het Japanse parlement: 001336709
- Nationale Bibliotheek van Tsjechië: xx0013462
- Nationale bibliotheek van Australië: 35495454
- Nationale Bibliotheek van Israël: 987007328362505171
- Nationale en Universitaire bibliotheek Zagreb: 000488004
- Nederlandse Thesaurus van Auteursnamen: 108664864
- Istituto Centrale per il Catalogo Unico: UFEV328897
- LIBRIS: 280974
- Système universitaire de documentation: 067688098
- Trove: 973938
- Virtual International Authority File: 318745
- WorldCat: E39PBJB4gbtjf9wp6PjHwYxMT3